# Made Bau
Made Bau (Madebau, Madeboau, Madehoau) ist eine osttimoresische Aldeia im Suco Atabae (Verwaltungsamt Atabae, Gemeinde Bobonaro). 2015 lebten in der Aldeia 342 Menschen.

## Geographie
Made Bau liegt im Norden des Sucos Atabae. Südlich befinden sich die Aldeias Lolocolo und Fatubesi. Im Osten grenzt Made Bau mit dem Fluss Nunura an das Verwaltungsamt Cailaco mit seinem Suco Purugua. Im Norden bildet der Lóis den Grenzfluss zu den Sucos Aculau (Verwaltungsamt Verwaltungsamt Hatulia, Gemeinde Ermera) und Guiço (Verwaltungsamt Maubara, Gemeinde Liquiçá).
Am Lóis liegt das Dorf Oekiar sowie eine Reihe von weiteren kleinen Siedlungen. Am Zusammenfluss von Nunura und Marobo befindet sich das Dorf Lóis-Nunudoi (Loes-Nunudoin), das mit seiner lockeren Besiedlung bis zur Aldeia Fatubesi weiterreicht. Neben dem Sitz der Aldeia liegt im Ortszentrum die Grundschule Nunudoi, die Grundschule Madebau steht etwas weiter südlich.

## Politik
2023 wurde Hermengildo da Cruz um Chefe de Aldeia gewählt.